# 沙滩黄芩
沙滩黄芩（学名：Scutellaria strigillosa）为唇形科黄芩属下的一个种。

## 扩展阅读
- 維基物種上的相關：沙滩黄芩